# اولاف کخ
اولاف کخ (به آلمانی: Olaf Koch) (زاده ۱ ژوئن ۱۹۷۰) کارآفرین، بازرگان و مدیر ارشد اجرایی آلمانی است، که در حال حاضر به‌عنوان مدیر عامل اجرایی و رییس هیئت مدیره شرکت مترو آگ فعالیت می‌کند.